# Alfa Romeo 166
L'Alfa Romeo 166 est une voiture haut de gamme du constructeur automobile italien Alfa Romeo, qui a succédé à la 164 mais reposant sur la plate-forme commune avec la Lancia Kappa avec une carrosserie entièrement redessinée.
Présentée en 1998, elle apporte un niveau de finition et d'équipement supérieur qui manquait à la 164 pour être une vraie voiture haut de gamme.
L’équipement comporte, selon les modèles : régulateur de vitesses, 4 vitres électriques, toit ouvrant, alarme, télécommande, boîte 5 ou 6 rapports ou automatique ; ABS, antipatinage, phares au xénon, sellerie en cuir, sièges électriques et chauffants à mémoire, climatisation automatique, radio CD avec écran commun de l’ordinateur de bord et GPS cartographique, jantes alu 16" et 17", rétroviseurs rabattables électriques, etc.
L'Alfa Romeo 166 a été déclinée en deux séries :

## Phase 1 (1998-2003)
Reposant sur la plate-forme commune de la Lancia Kappa, cette Alfa Romeo constitue, au même titre que les Jaguar S-Type, Lancia Thesis et Saab 9-5, une alternative aux grandes berlines allemandes : BMW Série 5, Mercedes-Benz Classe E, Audi A6.
Son dessin est l'œuvre du « Centro Stile Alfa Romeo » ; on peut le qualifier de Low Style en raison du profil très bas de l'avant de la carrosserie.
La voiture possède un fort caractère sportif avec une ligne en coin débouchant, comme souvent chez le constructeur milanais sur un coffre assez volumineux. Le dessin est harmonieux avec des lignes tendues mais aussi des raccords très arrondis.
Elle est équipée, dès l'origine, d'un vaste choix de motorisations à quatre, cinq ou six cylindres, allant de deux à trois litres et des puissances de 155 à 226 ch pour les moteurs essence et 136 ch pour le turbo diésel 2,4 litres 5 cylindres common rail.
La gamme des moteurs essence comprend : 2.0 Twin Spark, 2.0 V6 turbo avec overboost et les V6 Arese Alfa Romeo (Busso) en 2,5 et 3 litres.
La boîte de vitesses automatique (ZF 4HP20) est disponible sur les 2.5 V6 24V et 3.0 V6 24V.

### Caractéristiques techniques

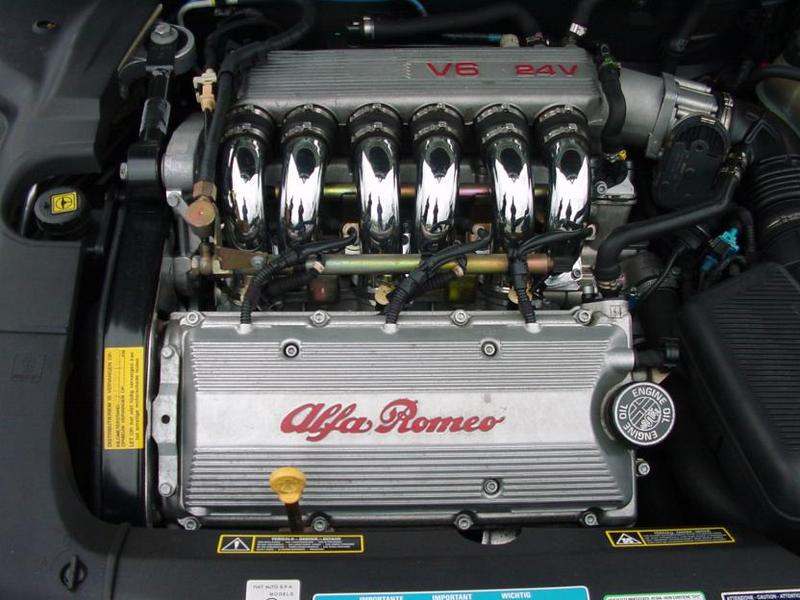
Alfa Romeo 166 2.5 V6 24V

| Modèle             | Cylindrée | Disp cylindres | Puissance kW / ch              | Couple N m             | Vitesse km/h | Accélération 0–100 km/h |
| ------------------ | --------- | -------------- | ------------------------------ | ---------------------- | ------------ | ----------------------- |
| 2.0 T. Spark       | 1 970 cm3 | 4 L            | 114 kW / 155 ch à 6 400 tr/min | 187 N m à 2 800 tr/min | 213          | 9,6 s                   |
| 2.5 V6 24V         | 2 492 cm3 | V 6            | 140 kW / 190 ch à 6 200 tr/min | 222 N m à 5 000 tr/min | 225          | 8,4 s                   |
| 2.5 V6 24V BV Auto | 2 492 cm3 | V 6            | 140 kW / 190 ch à 6 200 tr/min | 222 N m à 5 000 tr/min | 220          | 9,5 s                   |
| 2.0 V6 TB          | 1 996 cm3 | V 6            | 151 kW / 205 ch à 6 000 tr/min | 285 N m à 2 500 tr/min | 237          | 8,1 s                   |
| 3.0 V6 24V         | 2 959 cm3 | V 6            | 166 kW / 226 ch à 6 200 tr/min | 275 N m à 5 000 tr/min | 243          | 7,9 s                   |
| 3.0 V6 24V BV Auto | 2 959 cm3 | V 6            | 166 kW / 226 ch à 6 200 tr/min | 275 N m à 5 000 tr/min | 237          | 8,5 s                   |
| 2.4 JTD            | 2 387 cm3 | 5 L            | 100 kW / 136 ch à 4 000 tr/min | 304 N m à 2 000 tr/min | 202          | 9,9 s                   |

## Phase 2 (2004-2007)

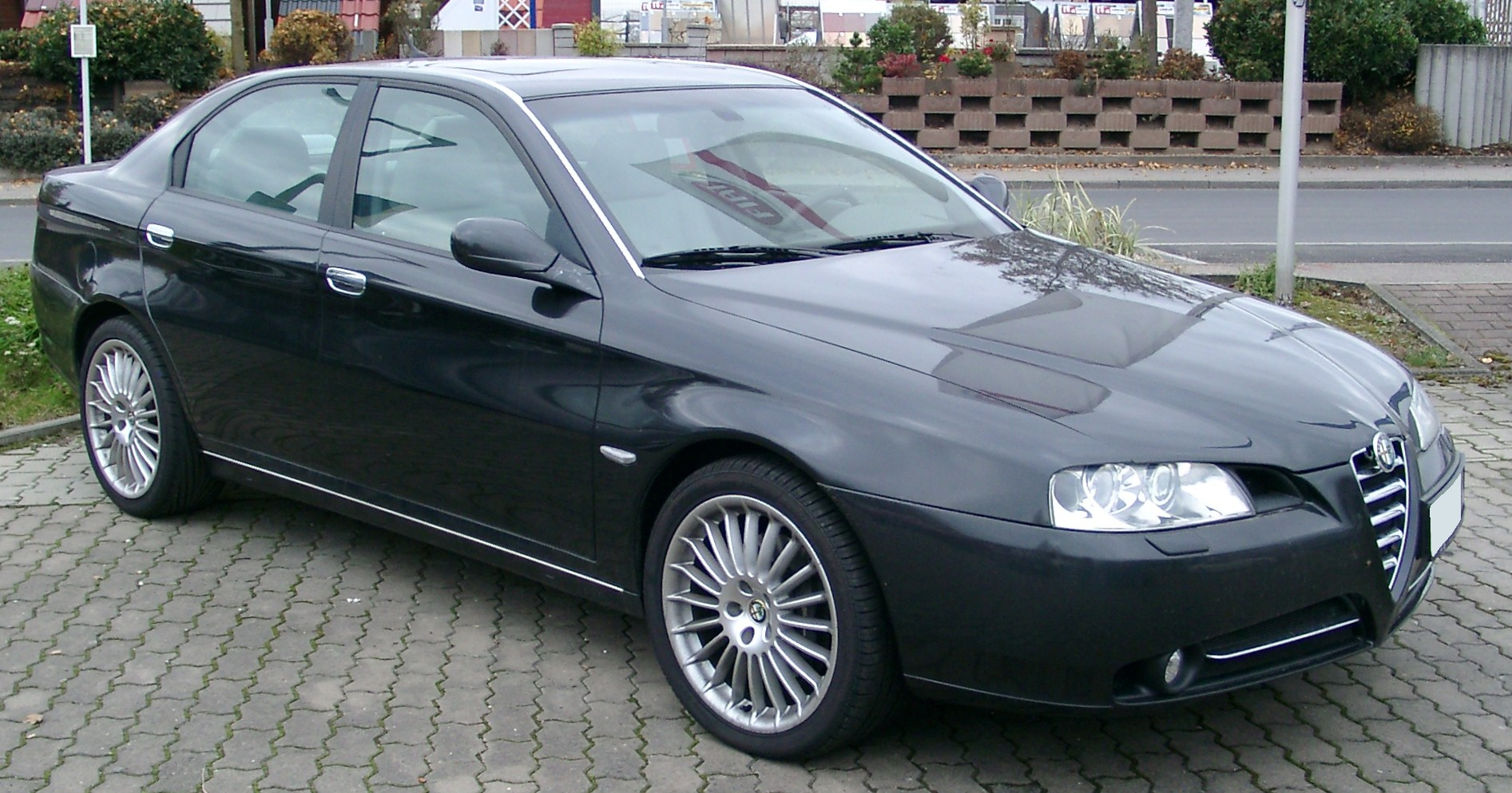
Alfa Romeo 166 2e série

La seconde série de l'Alfa Romeo 166 est lancée en septembre 2003 à l'occasion du Salon de Francfort, elle sera commercialisée immédiatement. Cette série se distingue essentiellement par de sérieuses modifications de la partie avant de la voiture, mais aussi sur ses motorisations et détails de finition.
Toute la face avant est revue en incorporant toujours le typique scudetto, mais de plus grande taille et des phares de plus grandes dimensions qui, passant aux ampoules "bi-xénon", lui procurent un meilleur éclairage. Cette mise à jour stylistique renforce sa parenté avec le reste de la gamme. Le reste de la carrosserie ne bénéficiera que de retouches mineures.
L’habitacle est toujours accueillant et lumineux. La finition Luxe dispose d'un revêtement cuir pleine fleur y compris sur le tableau de bord et recouvre l'ensemble des portes.
Toutes les commandes de l'auto radio CD hi-fi sont dédoublées sur le volant. L'ordinateur de bord et le GPS sont affichables sur l'écran de sept pouces situé sur la console centrale.

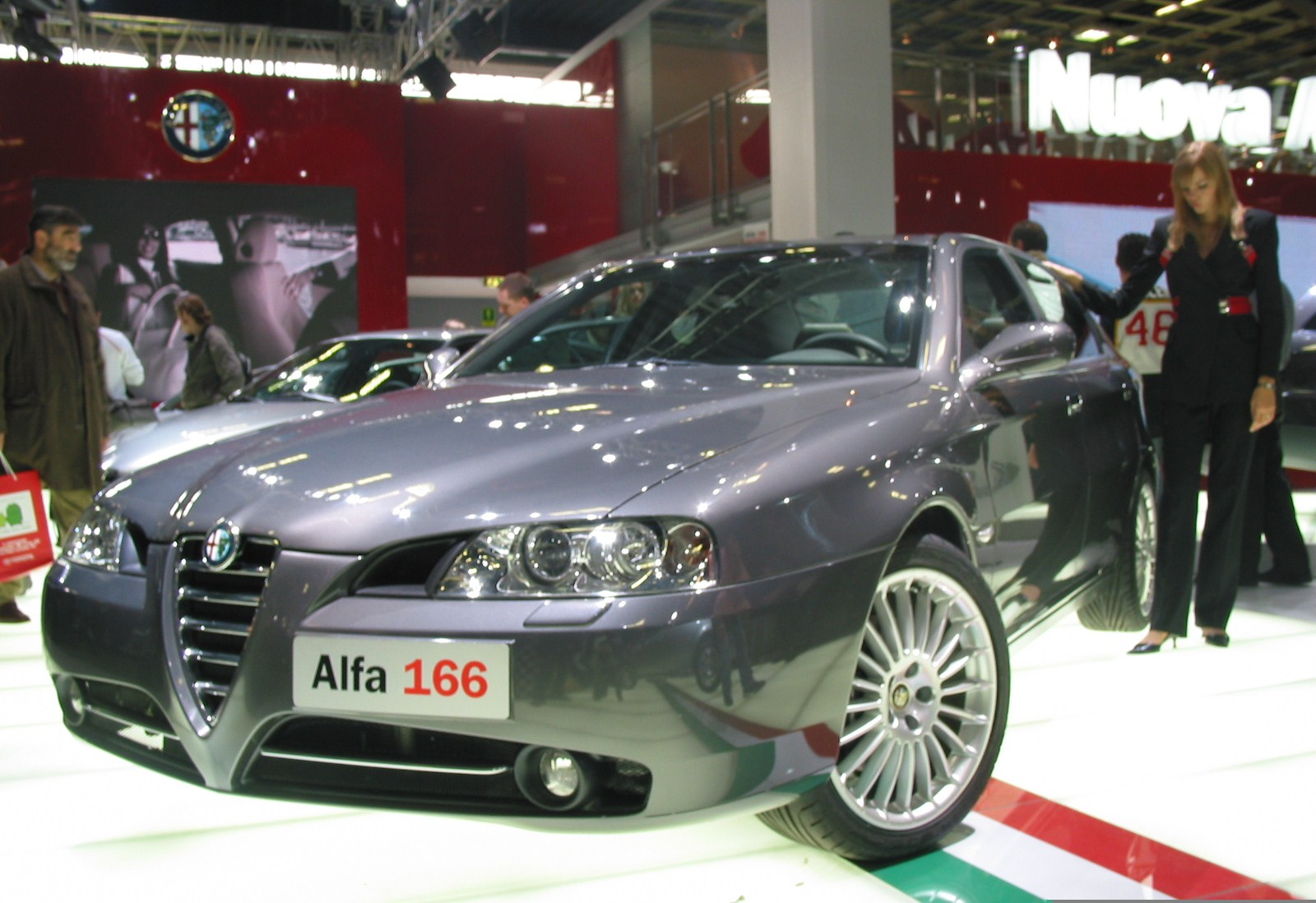
Alfa Romeo 166 2e série

Avec cette seconde série l'Alfa Romeo 166 se dote du nouveau 5 cylindres diesel à rampe commune Multijet 2.4 JTD M-Jet 20V de 175 ch à 4 000 tr/min, qui passera plus tard à 185 ch, avec un couple de 385 N m à 2 000 tr/min.
Les versions automatiques disposent de la nouvelle transmission Sportronic autoadaptable qui reconnait le style de conduite et adopte les changements de vitesse en fonction. En optant pour la position Sport, cette boîte peut être utilisée comme une boîte séquentielle. La boîte manuelle est dotée de 6 rapports.
La grande nouveauté mécanique réside dans l'adoption du moteur "3.2 V6 24V", dernière évolution du fameux "V6 Alfa Romeo Busso" porté à 3 179 cm3. Ce moteur sera le dernier à être intégralement étudié et développé dans le centre d'Arese. Il développe 240 ch à 6 200 tr/min et un couple de 289 N m à 4 800 tr/min.
En raison de la mise en application des normes Euro 4, les moteurs essence 2.5 V6 et 3.0 V6 Sportronic, puis le 2.0 T.Spark et diesel 2.4 JTD 10V ne seront plus commercialisés. Seuls les moteurs essence 3.2 V6 24V de 240 ch et le diesel 2.4 JTD M-JET 20V de 185 ch resteront au catalogue jusqu'à la disparition du modèle en décembre 2007.

### Caractéristiques techniques
| Modèle                       | Cylindrée | Nb cylindres | Puissance kW / ch                | Couple N m             | Vitesse km/h | Accélération 0–100 km/h |
| ---------------------------- | --------- | ------------ | -------------------------------- | ---------------------- | ------------ | ----------------------- |
| 2.0 T. Spark                 | 1 970 cm3 | 4 L          | 110 kW / 150 ch à 6 300 tr/min   | 181 N m à 3 800 tr/min | 211          | 9,8 s                   |
| 2.5 V6 24V                   | 2 492 cm3 | V 6          | 138 kW / 188 ch à 6 300 tr/min   | 221 N m à 5 000 tr/min | 225          | 8,4 s                   |
| 3.0 V6 24V Sportronic        | 2 959 cm3 | V 6          | 162 kW / 220 ch à 6 300 tr/min   | 265 N m à 5 000 tr/min | 236          | 8,6 s                   |
| 3.2 V6 24V                   | 3 179 cm3 | V 6          | 176,5 kW / 240 ch à 6 200 tr/min | 289 N m à 4 800 tr/min | 245          | 7,4 s                   |
| 2.4 JTD 10V                  | 2 387 cm3 | 5 L          | 110 kW / 150 ch à 4 000 tr/min   | 305 N m à 1 800 tr/min | 210          | 9,9 s                   |
| 2.4 JTD M-JET 20V            | 2 387 cm3 | 5 L          | 129 kW / 175 ch à 4 000 tr/min   | 385 N m à 2 000 tr/min | 222          | 8,9 s                   |
| 2.4 JTD M-JET 20V Sportronic | 2 387 cm3 | 5 L          | 129 kW / 175 ch à 4 000 tr/min   | 330 N m à 1 750 tr/min | 218          | 8,9 s                   |
| 2.4 JTD M-JET 20V            | 2 387 cm3 | 5 L          | 136 kW / 185 ch à 4 000 tr/min   | 385 N m à 2 000 tr/min | 222          | 8,9 s                   |

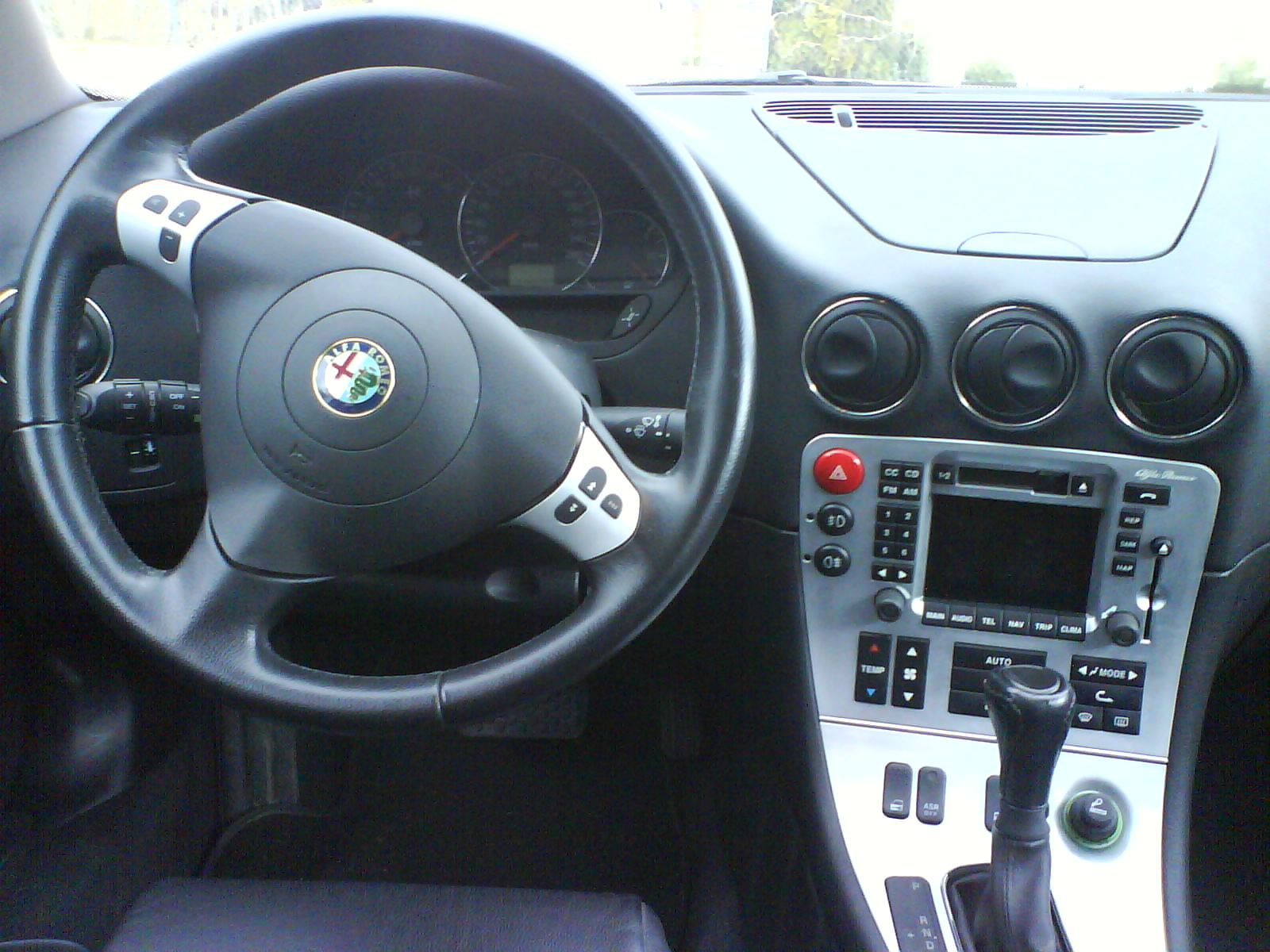
La versione "Sportronic" avec boîte automatique et commandes radio hi-fi au volant

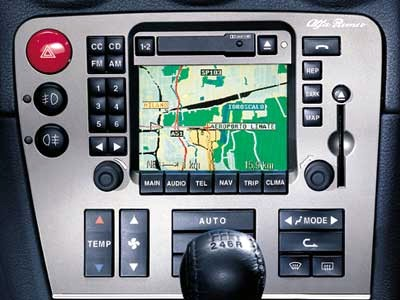
I.C.S. Integrated Control System

L'Alfa Romeo 166 est équipée du système de freinage à double circuit intégré avec ABS et répartition du freinage entre les roues avant et arrière EBD, ainsi que du contrôle de la stabilité du véhicule VDC et de l'antipatinage ASR.
Les suspensions sont composées à l'avant des quadrilatères hauts et à l'arrière de multi-bras. La raideur torsionnelle de la carrosserie élevée confère au modèle des qualités dynamiques inégalées qui assurent la partie tenue de route une sécurité active.
La sécurité passive est garantie par le système anti-incendie "FPS" (Fire Prevention System) qui coupe l'alimentation de carburant en cas de choc, les doubles airbags frontaux full size, les airbags latéraux avant et les headbag. Avec les barres anti-intrusion dans les portières et les équipements intérieurs à absorption d'énergie.

## Fin de production
C'est en décembre 2007 que l'Alfa Romeo 166 quitte la scène sans pour autant laisser la place à une descendante.
La 166 est un des rares modèles de la gamme Alfa Romeo à n'avoir été proposée qu'en berline, sans coupé ni break.
Cette fin de production en Italie ne veut pas dire la fin de la 166. En effet, début octobre 2008, l'Alfa Romeo 166 est réapparue en Chine, chez le constructeur Guangzhou Automobile, avec qui Fiat Automobiles Group a discuté pendant des mois pour une coopération stratégique locale. Fiat a cédé à Guangzhou la licence et la ligne de fabrication de l'Alfa 166, pour une production locale. Le 6 juillet 2009, Fiat Group Auto et GAIC ont signé à Rome l'accord qui concerne la création d'une coentreprise Fiat-GAIC en Chine pour produire une partie de la gamme des voitures Fiat.